# Northrop Grumman
Northrop Grumman američka je tvrtka nastala 1994. godine, kada je tvrtka Northrop Corporation kupila tvrtku Grumman. Northrop Grumman je jedan od vodećih svjetski konglomerata u proizvodnji oružja i vodeći svjetski proizvođač bojnih brodova.
U veljači 2007. godine tvrtka je zapošljavala gotovo 200.000 ljudi.

## Proizvodi i usluge

### Plovila
Mnogi proizvodi tvrtke nastaju u odvojenim poslovnim jedinicama. Northrop Grumman Newport News brodogradnja proizvodi sve nosače zrakoplova za SAD. Također prizvodi veliki postotak nuklearnih podmornica. Posebni sektor Northrop Grumman brodski sustavi (engl. Northrop Grumman Ship Systems) proizvodi poseba vojna, ali i civilna komercijalna plovila kao što su ledolomci, tankeri i teretni brodovi.

### Zrakoplovi i svemir
Posebni sektori tvrtke (engl. Integrated Systems) proizvode zrakoplove i dijelove zrakoplova za SAD i druge države. 
Postoji i poseban sektor (Space Technology sektor) tvrtke koji izrađuje vojne i NASA satelite i obrambene laserske sustave.
Sektor Mission Systems sudjeluje u razvoju američkog balističkog programa.

### Radarski sustavi
Northrop Grumman Electronic Systems proizvodi radarske sustave za ratno zrakoplovstvo i kontrolu zračnog prometa. Također proizvodi i senzore za borbene zrakoplove.

## Vanjske poveznice
- Northrop Grumman internet stranice
- Northrop Grumman stranice nosača zrakoplova  Arhivirana inačica izvorne stranice od 17. svibnja 2007. (Wayback Machine)
- Northrop Grumman lista proizvoda  Arhivirana inačica izvorne stranice od 31. svibnja 2007. (Wayback Machine)